# Università dell'Oregon
L'Università dell'Oregon (UO) è un'università pubblica con sede a Eugene, Oregon, Stati Uniti. Fu fondata nel 1876 e la prima classe di laureati uscì due anni più tardi. La Carnegie Foundation classifica la University of Oregon come RU/VH (very high research activity), una delle 108 università ad avere tale titolo. Inoltre la UO è uno dei due membri della Association of American Universities del nord ovest della costa del Pacifico.
Una dei due istituti principali del Sistema Universitario dell'Oregon, la UO è una delle miglior università pubbliche degli Stati Uniti ed è ai primo posti nella ricerca universitaria. L'attuale corpo studentesco è composto da studenti di tutti i 50 stati americani, del Distretto della Columbia, da due territori degli Stati Uniti e da 89 nazioni del mondo.

## Campus
Il campus si estende in un'area di 295 acri e consta di sei edifici principali oltre a fungere da casa a 500 varietà di alberi. Eugene è situata nei pressi del fiume Willamette, delle Cascade Mountain e dell'Oceano Pacifico. A due ore si trova l'area metropolitana di Portland.
Basati sulle idee di Ellis F. Lawrence, molti degli edifici dell'Università disegnati attorno a quadrangoli. L'università è conosciuta per essere il sito del pionieristico Oregon Experiment, che è anche il soggetto di un libro con lo stesso nome ispirato dal celebre libro "A Pattern Language" di Christopher Alexander. I due principali pilastri attorno a cui gli edifici dovrebbero essere progettati sono che questi dovrebbero essere disegnati, in parte, dalle persone che in seguito li andranno ad utilizzare, con l'aiuto di un "architetto facilitatore", e che la progettazione dovrebbe constare di diversi piccoli progetti piuttosto che di uno maggiore.

## Biblioteche e musei

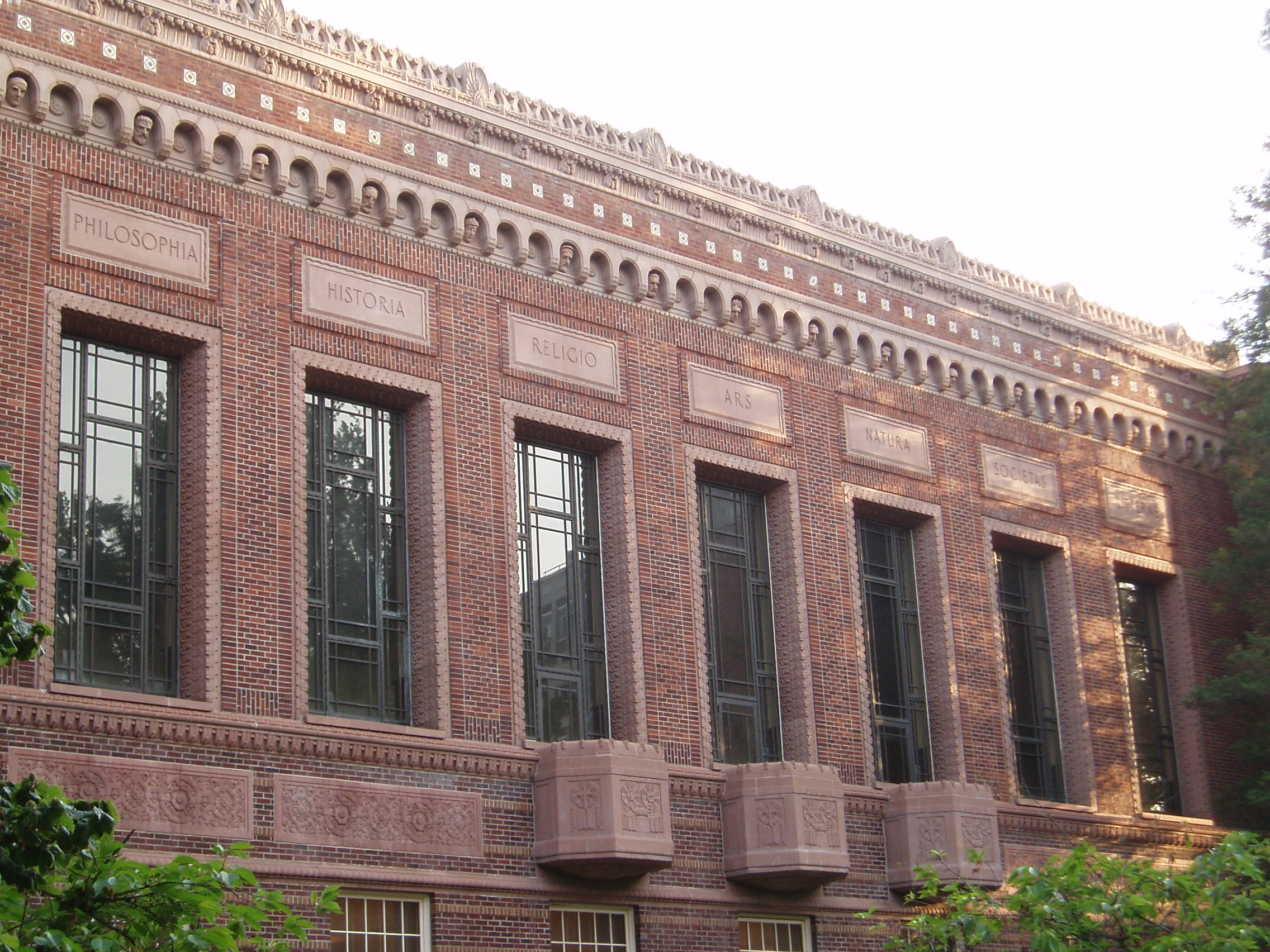
La Knight Library.

La biblioteca principale, la Knight Library, è specializzata nelle scienze umanistiche e sociali, nella musica,  nelle pubblicazioni governative, nelle mappe e foto aeree, nelle collezioni speciali e gli archivi dell'università, nei servizi sui media, nell'educazione alle tecnologie e negli studi sui cinema. Altri rami della biblioteca sono:
- La Architecture and Allied Arts Library a Lawrence Hall
- La John E. Jaqua Law Library al Knight Law Center
- La Science Library a Onyx Bridge
- la Mathematics Library a Fenton Hall
- La Portland Library & Learning Commonsin a White Stag Block a Portland, Oregon
- La Loyd & Dorothy Rippey Library all'Oregon Institute of Marine Biology a Charleston, Oregon.

## Sport

Il logo degli Oregon Ducks.

La University of Oregon è membro della Big Ten Conference e della Division I Football Bowl della NCAA. I programmi atletici hanno portato 20 titoli NCAA e 60 titoli individuali NCAA nell'atletica leggera. Le due rivalità principali degli Oregon Ducks sono i Washington Huskies e gli Oregon State Beavers. La rivalità con la Oregon State University, conosciuta come "Guerra civile", è una delle più antiche della nazione. Ogni anno le due squadre si affrontano nell'ultima gara della stagione regolare. Le due squadre si sono affrontate ogni anno dal 1894 tranne nel 1900, 1901, 1911, 1943 e 1944.
L'università compete in 14 sport: football, basket maschile e femminile, mezzofondo, atletica, baseball, softball, tennis maschile e femminile, golf maschile e femminile, calcio femminile, lacrosse femminile, pallavolo femminile. Questa lista non include le squadre che giocano a livello di Division I nel rugby, calcio, canottaggio e pallanuoto.
Con 19 titoli NCAA complessivi, mezzofondo e atletica sono i due programmi sportivi dell'Università che hanno goduto di maggior successo, formando atleti di caratura internazionale come Steve Prefontaine e Alberto Salazar. Nike fu formata dall'ex allenatore della squadra di atletica Bill Bowerman e dall'ex corridore della University of Oregon Phil Knight. I successi in questi programmi hanno fatto guadagnare a Eugene il soprannome di "Track Town".